# Eppenberg-Wöschnau
Eppenberg-Wöschnau é uma comuna da Suíça, no Cantão Soleura, com cerca de 316 habitantes. Estende-se por uma área de 1,83 km², de densidade populacional de 173 hab/km². Confina com as seguintes comunas: Aarau (AG), Niedererlinsbach, Schönenwerd, Unterentfelden (AG).
A língua oficial nesta comuna é o Alemão.

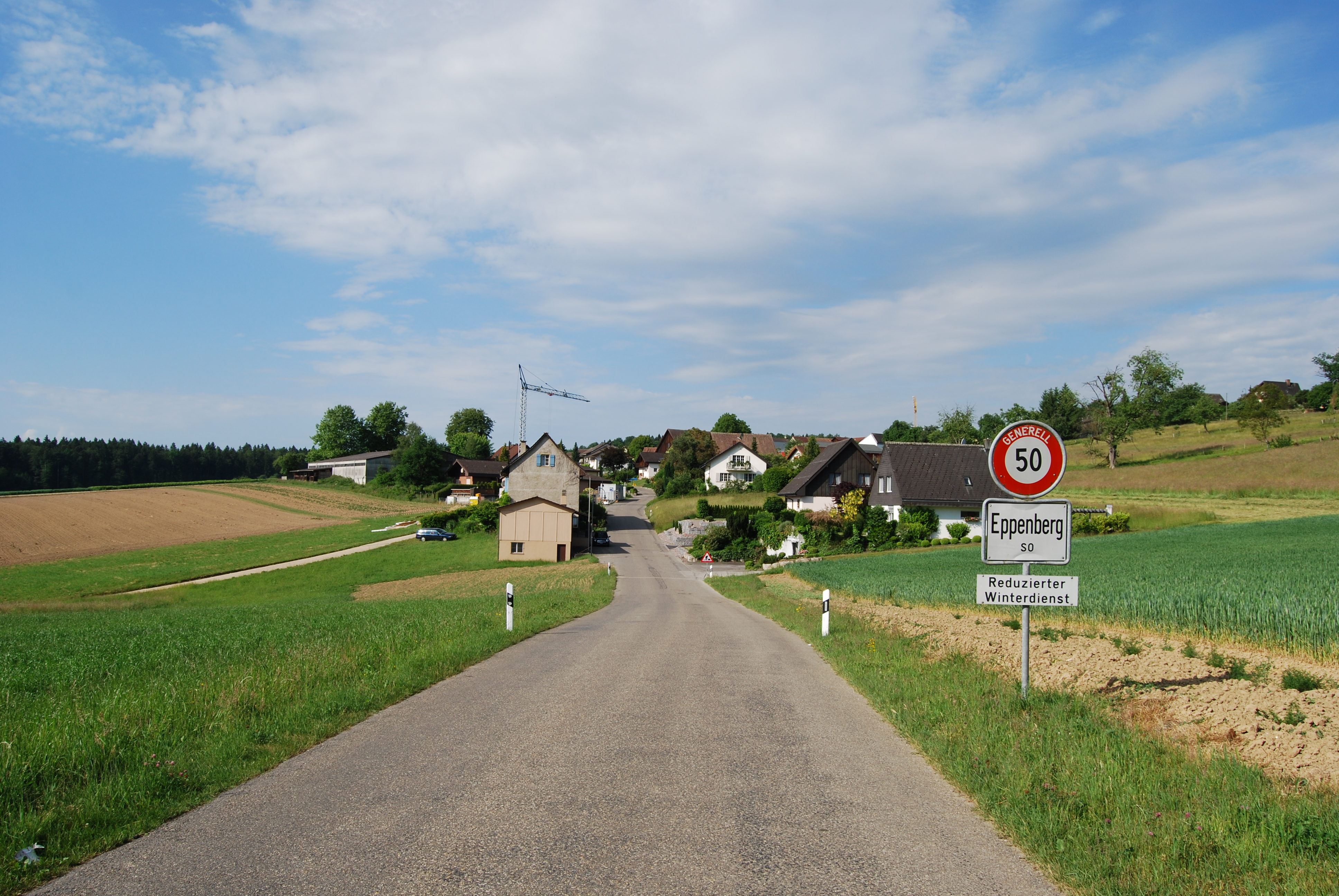
Eppenberg.